# Unidos do Beira Mar
GRES Unidos do Beira Mar é uma escola de samba de São Vicente.
Fundada no carnaval 80 no bairro Beira Mar, periferia de São Vicente, no litoral de São Paulo.
Foi campeã do Carnaval em 2010 ao obter 198,5 pontos na apuração. Nesse ano, a escola abordou a Amazônia como tema de seu desfile, que contou com um total de 1000 componentes, divididos em 15 alas. Sagrou-se bi-campeã em 2011.
Em 2012, apresentou o enredo "480 anos de São Vicente", que retratou pontos históricos da cidade, tais como a Biquinha de Anchieta e o Marco Padrão, entre outros, em suas 12 alas. Obteve o vice-campeonato, sendo superada pela novata Diva Imperial.

## Carnavais
| Ano  | São Vicente | Colocação Santos | Grupo                                      | Enredo                                                 | Ref.        |
| ---- | --- | ---------------- | ------------------------------------------ | ------------------------------------------------------ | ----------- |
| 1981 | 3o. | 9o.              | 2                                          | VIRGINIA LANE, A VEDETE DO BRASIL                      |             |
| 1982 | 3o. | 5o.              | 2                                          | O REINO ENCANTADO DE OGUM BEIRA MAR                    |             |
| 1983 | 4o. | 3o.              | 2                                          | DO REINO DO FAZ DE CONTA AO MUNDO DAS ILUSÕES          |             |
| 1984 | |                  |                                            |                                                        |             |
| 1985 | 4o. |                  |                                            |                                                        |             |
| 1986 | 4o. | 9o.              | 2                                          | FMI NO CARNAVAL                                        |             |
| 1987 | 3o. | 6o.              | 2                                          | AGORA VAI                                              |             |
| 1988 | 2o. | 7o.              | 2                                          | OS ENCANTOS E MISTÉRIOS DO REINO DE NETUNO             |             |
| 1989 | 2o. | 4o.              | 2                                          | A GRANDE FESTA                                         |             |
| 1990 | 2o. | 3o.              | 2                                          | ARTE E MAGIA DOS KARAJÁS                               |             |
| 1991 | |                  | Não Desfilou                               | ISTO É SÃO VICENTE                                     |             |
| 1992 | |                  |                                            |                                                        |             |
| 1993 | |                  |                                            |                                                        |             |
| 1994 | |                  |                                            |                                                        |             |
| 1995 | |                  |                                            |                                                        |             |
| 1996 | |                  |                                            |                                                        |             |
| 1997 | |                  |                                            |                                                        |             |
| 1998 | |                  |                                            |                                                        |             |
| 1999 | 3o. |                  | São Vicente Grupo 1                        | O MITO DE PALMARES                                     |             |
| 2000 | 2o. |                  | São Vicente Grupo 1                        | MEMÓRIAS DO TEMPO                                      |             |
| 2001 | 2o. |                  | São Vicente Grupo 1                        | HISTÓRIAS E COSTUMES                                   |             |
| 2002 | 3o. |                  | São Vicente Grupo 1A                       | O CANTO DO SABIÁ                                       |             |
| 2003 | Campeã |                  | São Vicente Grupo 1A                       | O SONHADOR NO MUNDO DOS SONHOS                         |             |
| 2004 | 2o. |                  | São Vicente Grupo 1A                       | O MISTÉRIO DA ORIGEM DO MILHO (O VEGETAL MATA A FOME ) |             |
| 2005 | 2o. |                  | São Vicente Grupo 1A                       | A CRENÇA DOS NÚMEROS                                   |             |
| 2006 | Campeã AS ESCOLAS VICENTINAS PARTICIPARAM DO I CARNAVAL METROPOLITANO, REALIZADO NA PRAIA GRANDE. A PREFEITURA DE SÃO VICENTE, CLASSIFICOU AS ESCOLAS LOCAIS, DE ACORDO COM O RESULTADO DO CONCURSO DA PRAIA GRANDE. | 2o.              | I Campeonato Metropolitano de Praia Grande | Herdeiros sem herança                                  | [ 5 ] [ 6 ] |
| 2007 | Campeã |                  | São Vicente Grupo 1A                       |                                                        | [ 7 ]       |
| 2009 | 4o. | 4º lugar         | São Vicente Grupo 1A                       | Vinho, fonte da vida                                   | [ 8 ]       |
| 2010 | Campeã | Campeã           | São Vicente Grupo 1A                       | Lendas e mistérios da Amazônia                         | [ 3 ]       |
| 2011 | Campeã | Campeã           | São Vicente Grupo 1A                       | Um grito ecoa pelo ar                                  | [ 1 ] [ 9 ] |
| 2012 | Vice-campeã | Vice-campeã      | São Vicente Grupo 1A                       | 480 anos de São Vicente                                |             |